# Законы истории (книга)

Образ Вавилонской башни использован в оформлении обложки всех изданий «Законов истории»

Законы истории — книга российского историка, социолога и экономиста Андрея Коротаева, написанная им совместно с Артемием Малковым, Дарьей Халтуриной и другими. Первое издание опубликовано в 2005 году, второе (в двух томах) вышло в 2007 году, третье — в 2010 году.
Является одним из основополагающих трудов клиодинамики. Первый том в основном посвящён математическому моделированию развития Мир-Системы. Основным предметом исследования второго тома являются так называемые «вековые циклы» долгосрочной исторической динамики. В третьем издании рассматриваются также кондратьевские волны.

## Математическое моделирование развития Мир-Системы

### Компактные макромодели эволюции Мир-Системы
Состоит из 12 глав, включая такие, как:
- Математическая модель технико-экономического, культурного и демографического роста Мир-Системы
- Переосмысляя Вебера: грамотность и «дух капитализма»
- Законы мировой динамики как законы динамики Мир-Системы
- Макродинамика урбанизации Мир-Системы.

### Социальная макродинамика. Экскурсы
Состоит из 5 экскурсов, включая такие, как:
- Прогноз роста населения мира (2005—2050 гг.)
- Периодизация истории Мир-Системы в свете математического моделирования её развития и т. д.

## Вековые циклы и тысячелетние тренды

### Вековые циклы
Состоит из четырёх глав:
1. Вековые циклы социально-демографической динамики
2. Историческая макродинамика Китая
3. Математическая модель социально-демографического цикла
4. Вековые циклы и тысячелетние тренды (недоступная ссылка)

### Социально-демографическая макродинамика. Экскурсы
Состоит из трёх экскурсов:
1. «Тонкая структура» макродинамики урбанизации Мир-Системы: аттракторы и фазовые переходы
2. Демографический рост и гражданские войны в современной Тропической Африке: опыт математического моделирования
3. Демографический кризис в современной России и пути его преодоления

## Третье издание
В третьем издании (2010) добавлен ещё один том — «Математическое моделирование и прогнозирование мирового и регионального развития».

### Математическое моделирование и прогнозирование мирового и регионального развития

#### Структура тома
- Введение. Тысячелетние тренды
- Глава 1. К системному анализу мировой динамики: взаимодействие центра и периферии Мир-Системы
- Глава 2. Математическое моделирование взаимодействия центра и периферии Мир-Системы
- Глава 3. Факторы инвестиционной активности
- Глава 4. Демографический рост и гражданские войны в современной Тропической Африке: опыт математического моделирования
- Глава 5. Ловушка на выходе из ловушки? К прогнозированию динамики политической нестабильности в странах Африки на период до 2050 г.
- Глава 6. Математическое моделирование и прогнозирование демографического будущего России: пять сценариев
- Заключение
- Приложение. Объединенная Республика Танзания: долгосрочные тенденции социально-демографической динамики

## Макросоциальная значимость
Публикация «Законов истории» неожиданно сильно отразилась на снижении смертности в России после 2005 года. Данная монография оказала существенное влияние на заказанный в том же году Анатолию Григорьевичу Вишневскому Администрацией Президента РФ доклад о возможных путях снижения российской сверхсмертности. В результате был принят довольно эффективный пакет антиалкогольных мер, который и привёл в дальнейшем к радикальному снижению смертности в России.

## Отзывы
С. П. Капица отмечал применительно к данной книге:
«К сожалению, общие вопросы применения методов математики к общественным явлениям также требуют большего внимания и понимания, чем это происходит на самом деле и о чём свидетельствуют некоторые публикации в серии „Законы истории“. В ряде случаев речь может идти лишь о качественном, „мягком“ моделировании, когда очень рискованно, если вообще допустимо, искать в модели более глубокий
смысл».

## Рецензии на книгу
- Рецензия на «Законы истории» в «Независимой газете».
- Статья об английском издании Законов истории на InterSci Complexity wiki
- Рецензия в журнале «Неприкосновенный запас»
- Материал о "Законах истории" на сайте Постнаука